# Сандберг, Роланд
Роланд Сандберг (швед. Roland Sandberg; род. 16 декабря 1946, Карлскруна) — шведский футболист, нападающий.

## Клубная карьера
Во взрослом футболе дебютировал в 1966 году выступлениями за команду клуба «Отвидаберг», в которой провёл семь сезонов. Выступая за эту команду, дважды становился лучшим бомбардиром сезона в чемпионате Швеции.
Своей игрой за эту команду привлёк внимание представителей тренерского штаба немецкого «Кайзерслаутерна», в состав которого перешёл в 1973 году. Сыграл за клуб из Бундеслиги четыре сезона. Большую часть времени, проведённого в составе «Кайзерслаутерна», являлся основным игроком атаки. Отличался забитым голом в каждой третьей игре.
С 1979 по 1980 год защищал цвета шведского клуба «Кальмар».
Завершил профессиональную игровую карьеру в 1981 году в клубе «Хеккен», за которую провёл только один официальный матч.
В еврокубках провёл 12 матчей и забил 5 мячей.

## Выступление за сборную
В 1969 году дебютировал за национальную сборную Швеции. Всего сыграл 38 матчей и забил 15 мячей. На протяжении карьеры в национальной команде, которая длилась 8 лет, провёл в форме главной команды страны 34 матча, забив 14 голов. Включая 2 гола на чемпионате мира 1974.

## Достижения

### Отвидаберг
- Чемпион Швеции: 1972, 1973
- Обладатель Кубка Швеции: 1970, 1971

### Кайзерслаутерн
- Финалист Кубка Германии: 1975—76

### Индивидуальные
- Лучший бомбардир чемпионата Швеции: 1971 (17 голов), 1972 (16)